# Солонцинское сельское поселение
Солонци́нское се́льское поселе́ние (также встречается написание Солонцынское) — муниципальное образование в составе Вейделевского района Белгородской области Российской Федерации.
Административный центр — село Солонцы.

## История
Солонцинское сельское поселение образовано 20 декабря 2004 года в соответствии с Законом Белгородской области № 159.

## Население
| 2010 | 2011 | 2012 | 2013 | 2014 | 2015 | 2016 | 2017 | 2018 |
| ---- | ---- | ---- | ---- | ---- | ---- | ---- | ---- | ---- |
| 807  | ↘802 | ↘779 | ↘758 | ↘731 | ↗733 | ↘714 | ↗726 | ↘700 |
| 2019 | 2020 | 2021 |      |      |      |      |      |      |
| ↘678 | ↘645 | ↗860 |      |      |      |      |      |      |

## Состав сельского поселения
| № | Населённый пункт | Тип населённого пункта       | Население |
| - | ---------------- | ---------------------------- | --------- |
| 1 | Волчий           | хутор                        | ↘4        |
| 2 | Попов            | хутор                        | ↘280      |
| 3 | Солонцы          | село, административный центр | ↘520      |
| 4 | Становое         | хутор                        | ↘3        |